# Planerande av anfallskrig
Planerande av anfallskrig var en av de typer av brott som infördes i stadgan för Nürnbergprocessen.

## Bakgrund
Den nazistiska ideologin innefattar kamp mellan raser. Enligt nazistpartiet med Adolf Hitler i spetsen var den ariska rasen kallad att härska över alla andra raser. I Mein Kampf beskriver Hitler det viktiga i att bevara den ariska rasen ren från andra rasers blod. Därför skulle man inskränka andra rasers, särskilt den judiskas, rättigheter och i förlängningen utrota dem.

## Åtalspunkt nr 1
Planerande av anfallskrig utgjorde den första av fyra åtalspunkter i Nürnbergprocessens anklagelseakt. Åtalspunkten behandlar nazistpartiets förberedelser och intention att bryta mot freden i enlighet med internationella överenskommelser. Här beaktades i synnerhet utvecklingen av Nazitysklands utrikespolitik fram till krigsutbrottet 1939; bildandet av axelmakterna (Tyskland, Italien och Japan), Nazitysklands territoriella krav, begreppet Lebensraum samt intågen i Österrike och Tjeckoslovakien. Åtalspunkten inbegriper även det olagliga införandet av allmän värnplikt samt den omfattande utvidgningen av den tyska krigsmakten.